# 黄琦
黄琦（1963年4月7日—），网名难博，中国四川人，与其妻曾丽同为“六四天网”网站创办人，是中国互联网早期因网络言论入狱的公民。

## 生平簡介
黄琦毕业于四川大学无线电子系，1998年成立了“天网寻人事务所”，1999年设立“六四天网”网站。

### 辦網站被盯上
由于网站同时还登载各种批评时政的文章，引发中国当局的关注。2000年2月，原四川省国安人员卜列平等人到天网寻人事务所与黄琦发生冲突，黄琦被打伤。这一事件引发极大反响，随后中国当局查封了天网网站。4月15日，在一家美国网络服务提供商的帮助下，天网网站重新开张。由于以后天网在时政与公共评论中的声音越来越尖锐，2000年6月3日即六四事件十一周年纪念日的前一天，黄琦被警察逮捕。在被捕近三年后，2003年5月9日，成都市中級人民法院以煽动颠覆国家政权罪，判处黄琦有期徒刑5年。2004年6月国际人权组织無國界記者和法蘭西基金會授予黄琦“第2屆互聯網自由獎”。2005年6月4日，黃琦刑满获释。
2006年4月28日，六四天网公布了中国第一个八九死难者索赔初步成功的消息。12月31日，黄琦改组六四天网为中国天网人权事务中心，创办了中国大陆第一家综合性人权组织。6月3日，获第六届中国人权青年奖。
2007年1月26日，成立中国天网人权事务中心丹麦联络处。2007年6月，中国天网人权事务中心在美国成功注册。
2007年2月，黄琦获赫尔曼·哈米特奖。

### 揭發汶川大地震工程質量問題被捕
2008年中國汶川大地震后，黃琦積極參與救災活動，同時為地震中死亡學生的家長提供幫助，而且在网上撰文揭露“豆腐渣”工程。6月10日晚，黄琦和天网人权事务中心两名工作人员吃饭时被几名身份不明的人强行塞进一辆汽车带走。6月16日上午，黄琦母亲蒲文清收到了其以「非法持有国家机密」受到刑事拘留的通知书。7月，黃琦以非法持有国家机密罪名被正式起訴。2009年11月23日成都市武侯区法院对黄琦案进行了宣判，法院以“非法持有国家机密文件罪”，判处黄琦有期徒刑三年。
12月5日，魏京生基金会将第六届“中国民主斗士奖”颁给尚在狱中的黄琦和杨天水。
2011年6月10日黄琦刑满出狱，定居于成都。
2013年11月，黃琦表示很讚賞谷歌公司堅持普世價值的骨氣，面對中國的新聞封鎖和網路封鎖，一直不妥協。這種做法理應受到全世界企業的效倣。他希望“各個企業能夠將人權、民主理念放在更高的位置，摒棄與當局同流合污，以保障中國民眾的人權和新聞自由”。

### 第二度入獄
2016年11月28日，黄琦在家中被警方带走。12月7日，有访民对自由亚洲电台表示黄琦已被刑事拘留，正被羁押于绵阳看守所。黃琦母親於12月16日返回家中，並得到官方通知稱黃琦因涉嫌「為境外非法提供國家機密」而被正式逮捕。
2019年1月14日，四川綿陽中級人民法院审理黃琦被控涉嫌「洩露國家秘密」和「為境外非法提供國家機密」的案。美國等西方國家外交官前往綿陽法院試圖參加旁聽，但均遭阻攔。多名趕去圍觀的黃琦支持者被限制自由後，不久被釋放。庭審前，黃琦的老母親、85歲的浦文清到北京去陳情，表示黃琦的健康狀況危急，不希望兒子在獄中送命，多次申請保外就醫但都被駁回。浦文清2018年12月7日在北京遭到暴力毆打和阻止上訪。2019年7月29日，四川省绵阳市中级人民法院判决黄琦"故意泄露国家秘密罪"及"为境外非法提供国家秘密罪"，判处有期徒刑12年，剥夺政治权利4年，没收个人财产2万元。
截至2020年入狱四年来，黄琦母亲浦文清给中共各级首脑写信、向监狱反映，每天向巴中监狱打电话争取黄琦会见权；以及国际社会的呼吁和海外媒体的关注，才使他母子俩得以在2020年9月17日上午，在网路视频见面30分钟。